# Belgorod
Belgorod (in russo Бе́лгород?, letteralmente "città bianca"; in ucraino Білгород?, Bilhorod) è una città della Russia europea occidentale, capoluogo dell'omonima oblast' e dell'omonimo distretto.
La città si trova sul fiume Severskij Donec, 695 km a sud-ovest di Mosca, ed è un notevole nodo ferroviario e sede di industrie alimentari, meccaniche, dell'abbigliamento e di materiali edili.

## Etimologia
Il nome Belgorod (Белгород) in russo significa letteralmente "città bianca", un composto di "белый" (bely, "bianco, leggero") e "город" (gorod, "città, paese"). Il nome è un riferimento alla storica abbondanza di calcare della regione. Etimologicamente, il nome corrisponde ad altri nomi di città slave con lo stesso significato: Belgrado, Belogradchik, Białogard, Biograd e Bilhorod-Dnistrovskyi.

## Storia
Come molte città russe, Belgorod nacque come insediamento fortificato. L'insediamento fu menzionato per la prima volta nel 1237, quando fu raso al suolo dalle orde di Batu Khan. Fu nel 1596, secondo altre fonti nel 1593, che in questa località venne costruita una fortezza per ordine dello zar Boris Godunov.
Nel XVII secolo Belgorod subì ripetutamente le incursioni dei Tatari, contro i quali la Russia costruì (dal 1633 al 1740) un muro di terra, con dodici forti, che si estendeva per oltre 320 chilometri dal fiume Vorskla a ovest al Don a est, e che fu chiamato "linea di Belgorod". Nel 1666 il Patriarcato di Mosca istituì una sede arcivescovile nella città.
Lo zar Pietro il Grande visitò Belgorod alla vigilia della battaglia di Poltava nel 1709.
In seguito alla pace di Brest-Litovsk la città, con la relativa regione, divenne parte della Repubblica Popolare Ucraina. Venne successivamente conquistata dall'Armata Rossa e assegnata alla RSFS Russa. Nei dintorni della città, durante la seconda guerra mondiale, si svolse la battaglia di Kursk.
Belgorod ha subito diversi attacchi e incidenti dopo l'inizio dell'invasione russa dell'Ucraina nel 2022, essendo un importante nodo logistico per l'esercito russo. In particolare, il 1º aprile 2022, due Mi-24 ucraini hanno condotto un raid notturno e hanno incendiato un deposito di carburante a Belgorod in un attacco aereo a bassa quota. Il 20 aprile 2023 un caccia russo Su-34 ha sganciato accidentalmente una bomba sulla città, lasciando un cratere di 20 metri di diametro e ferendo due persone. Il 22 aprile più di 3 000 persone sono state evacuate dalle loro case a causa del ritrovamento di un esplosivo inesploso; non è noto se la bomba provenisse dallo stesso aereo. Il 30 dicembre un attacco aereo ucraino che secondo l'Ucraina era "strettamente mirato alle infrastrutture militari" ha ucciso 14 persone, tra cui due bambini, secondo il Ministero russo delle situazioni di emergenza.

## Società

### Evoluzione demografica

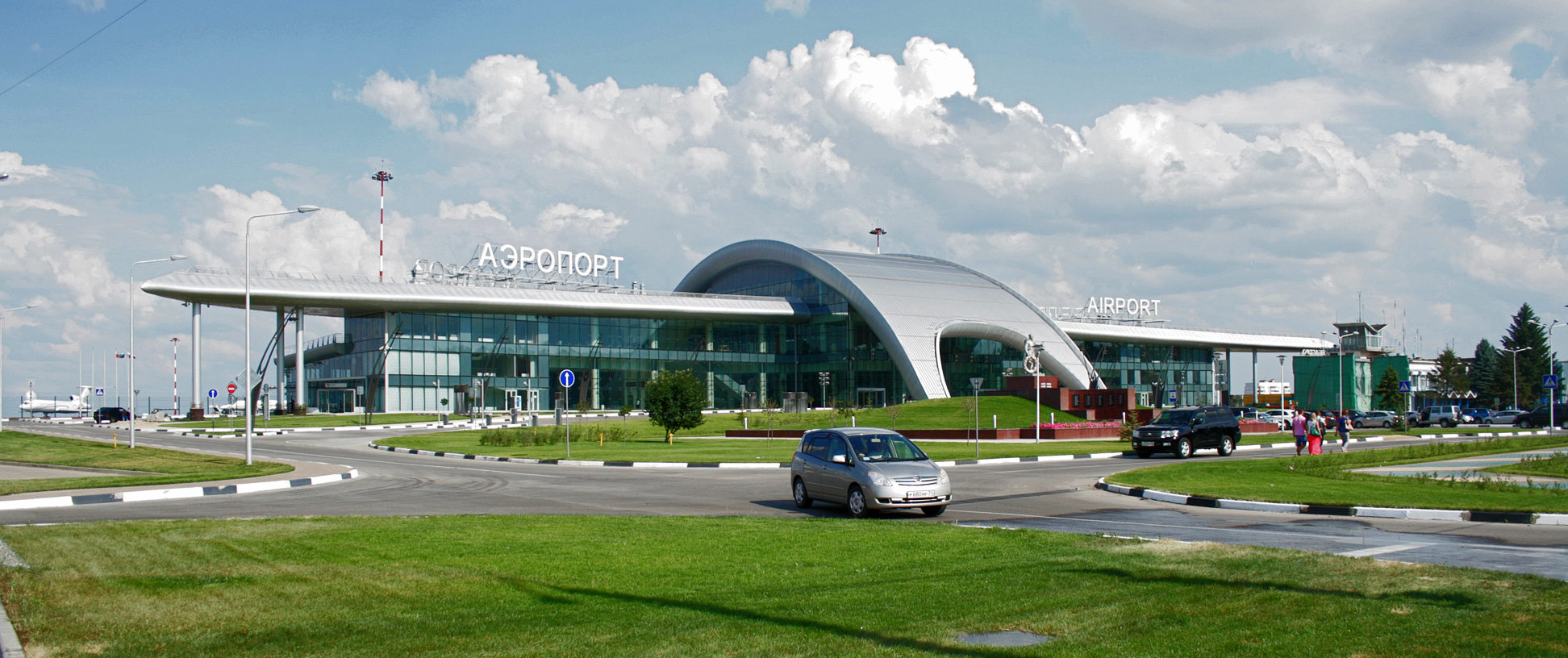
L'aeroporto della città

Fonte: mojgorod.ru
- 1897: 21 900
- 1926: 31 000
- 1939: 34 400
- 1959: 72 300
- 1970: 151 000
- 1979: 239 800
- 1989: 300 400
- 2007: 348 200

## Amministrazione

### Gemellaggi
- Herne
- Niš
- Sebastopoli (De iure)
- Jevpatorija (De iure)
- Wakefield (interrotto nel 2022 in seguito all'invasione russa dell'Ucraina)[6]